# Decreixement
El decreixement és un plantejament polític, econòmic i social que s'oposa al relatiu consens polític actual sobre el creixement econòmic.

## Història

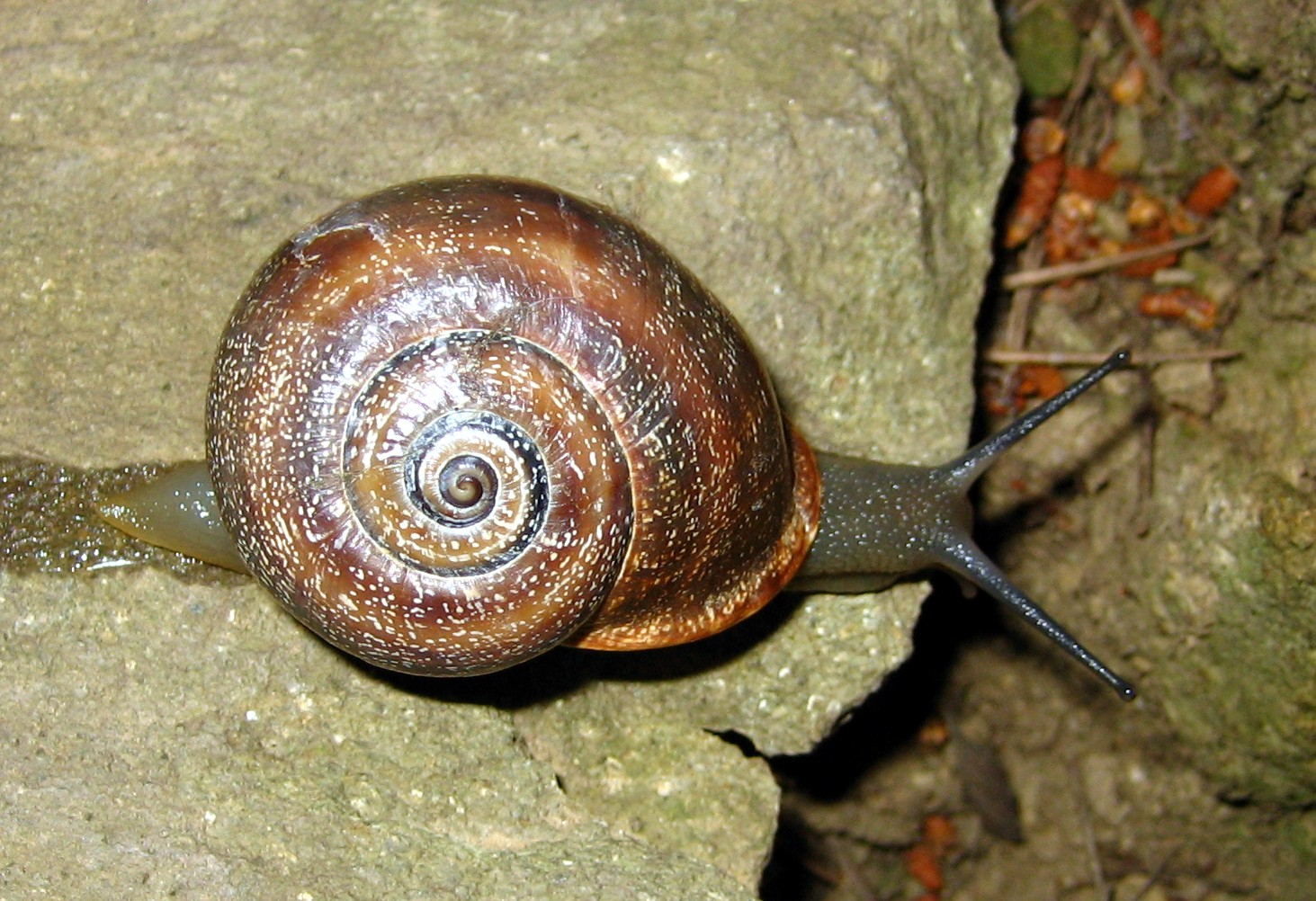
El caragol és el símbol adoptat per nombroses organitzacions partidàries del decreixement

El terme «decreixement» neix a la dècada del 1980 amb les tesis de Nicholas Georgescu-Roegen i per la presa de consciència de les conseqüències del consum de recursos naturals per sobre de la seva generació natural en què es basa la societat de consum que deriva d'un sistema neoliberal o capitalista. Això no obstant, una concepció del decreixement ja és implícita en pensadors crítics amb el desenvolupisme i amb la societat de consum, com ara Ivan Illich, André Gorz, Cornelius Castoriadis, o François Partant.
A partir de la dècada del 1990, comença a agafar força com a moviment social sota el guiatge d'un dels seus màxims ideòlegs i exponents, l'economista Serge Latouche: «el decreixement, com a tal, no és verdaderament una alternativa concreta al model actual; seria, més aviat, la matriu que donaria lloc a l'eclosió de múltiples alternatives. Evidentment, qualsevol proposta concreta o contraproposta és a la vegada necessària i problemàtica». A més, Latouche insisteix en el fet que el decreixement no és una opció, sinó que vindrà imposat pels límits del creixement, idea que reflecteix amb l'expressió «decreixement o barbàrie». Amb tot, la idea del decreixement seria una conseqüència al següent principi: no és possible el creixement econòmic il·limitat en un planeta limitat. Atès que ja s'han superat molts dels límits ambientals i estem a prop de superar-ne molts més, l'única estratègia que sembla viable a mitjà i llarg termini és la del decreixement. Per tant, no seria un concepte en negatiu, sinó que, a manera d'il·lustració, i en paraules de Latouche, seria com «quan un riu es desborda i tots desitgem que "decreixi" perquè les aigües tornin a la normalitat». No seria una cosa negativa, en aquest sentit, sinó necessària.
Actualment, i agafant de referència Latouche, diversos autors continuen donant forma al concepte de decreixement. Un d'ells és el politòleg Paul Ariès. Aquest autor, en una conferència que va pronunciar el 2011, explica com el concepte del «sempre més», en referència a la inesgotable inèrcia social de produir i consumir més, ens ha dut a perdre la capacitat per posar límits, tot creant una gran desigualtat social, humana i un esgotament dels recursos naturals. Ariès explica que el decreixement té com a objectiu fer que les comunitats tinguin ganes de canviar la manera de viure i d'utilitzar els recursos necessaris per a fer-ho. Però, per a això, creu que cal descolonitzar el nostre imaginari. En aquest sentit, utilitza la cita d'Albert Einstein següent «qui té el cap en forma de martell veu tots els problemes en forma de clau.» Explica que l'economia ortodoxa ha formatat el cap de la gent de tal manera que els problemes socials, s'intenten solucionar amb el «sempre més» i això ha portat a topar contra el mur en el pla social, humà i mediambiental. Ariès, en relació al decreixement, creu que és necessari un creixement en humanitat, és a dir, menys béns i més vincles socials, humans i amb la natura.
Proves de la necessitat dels postulats del decreixement es poden trobar en diverses situacions actuals com ara l'exhauriment dels recursos energètics (petroli, gas, carbó, urani), l'exhauriment d'alguns minerals, la degradació del medi ambient (efecte d'hivernacle, canvi climàtic, pèrdua de la biodiversitat i contaminació), la degradació de la salut de la fauna, la flora i de la mateixa humanitat (esterilitat, al·lèrgies, malformacions, augment del càncer, tenint en compte que l'envelliment de la població és també un factor multiplicador) o l'evolució d'un estil de vida dels països del nord global en detriment dels països del sud (transport, tractament d'escombraries, alimentació —per exemple, els països del nord importen soia dels països empobrits per alimentar el bestiar— energia, etc). Això comporta l'explotació considerada neocolonial dels recursos dels països del sud en detriment de la seva autosuficiència.
Aquest productivisme es torna a discutir posant en qüestió també el desenvolupament sostenible, concepte que és vist pels partidaris del decreixement com un oxímoron atès que al ritme actual, el 20 per cent de la població consumeix el 80% dels recursos naturals. El consum d'aquests recursos no fa més que accelerar el seu esgotament. El problema de l'exhauriment dels recursos energètics tampoc no es té en compte normalment en les teories econòmiques dominants. Això multiplica la petjada ecològica (la petjada ecològica es refereix a la superfície necessària per a produir els recursos consumits i per a absorbir els residus i la contaminació). Aquest 20% de la població més rica, per tal de decréixer, no té cap altra opció que reduir la producció i el consum.
Per als seus partidaris, el decreixement serà, tard o d'hora, imposat per l'escassetat dels recursos naturals. Per tant, proposen d'anticipar-se a la situació de manera voluntària per a pal·liar els efectes negatius que això comportarà per a la qualitat de vida de tothom.

## Desacoblament
La qüestió del «desacoblament» és central en el debat sobre el creixement econòmic. La perspectiva decreixentista defensa l'anàlisi que no és possible desacoblar el creixement econòmic de la despesa de recursos naturals, de manera que la sostenibilitat ambiental es troba en directa contradicció amb el creixement econòmic. Hi ha set motius principals que porten a aquesta conclusió:
1. Creixents costos energètics: el cost d'extreure un recurs creix a mesura que es va extraient, fent cada vegada més costosa la seva extracció.
2. Efecte rebot: millores en l'eficiència de l'extracció d'un recurs no resulten en la disminució de la seva extracció, sinó que el guany d'eficiència es destina a l'extracció del mateix recurs o d'altres de mateix calibre.
3. Canvi de problema: solucions tecnològiques a la crisi climàtica poden comportar problemes nous. En seria un exemple la producció de cotxes elèctrics i la pressió que creen en recursos com el liti o el coure.
4. Impacte del sector serveis infraestimat: l'economia de serveis només pot existir sobre la base d'una economia material, no en substitució d'aquesta.
5. Potencial limitat del reciclatge: el reciclatge a nivell global és baix i creix lentament. A més, requereix una quantitat elevada d'energia i materials naturals. També cal tenir en compte que els productes que es poden reciclar són limitats.
6. Canvi tecnològic insuficient i inapropiat: el canvi tecnològic no està abordant els factors productius que importen per a la sostenibilitat ambiental i no està liderant el tipus d'innovacions necessàries per a reduir la pressió ambiental.
7. Canvi en el repartiment dels costos: el que fins ara s'ha anomenat «desacoblament», en alguns casos, ha resultat generalment, en l'externalització dels impactes ambientals de països que consumeixen més a d'altres que ho fan menys gràcies al comerç internacional.

Pels motius aquí esmentats, els partidaris del decreixement consideren que el creixement verd és insuficient per abordar la crisi climàtica i que, per tant, és necessari decréixer.           

## Crítiques
Els partidaris del liberalisme econòmic consideren que el creixement econòmic comporta la creació de riquesa, augmentant l'ocupació, la millora de la qualitat de vida, i oferint una millor educació i salut, en altres paraules, hauria d'haver-hi més recursos per a fer i millorar més coses. Des d'aquest punt de vista, el decreixement comportaria una recessió econòmica i és un destructor de riquesa. Una crítica addicional neoliberal del decreixement és que el progrés està cada vegada més lligat als coneixements en lloc de a la utilització dels recursos físics, i que el progrés de la tecnologia ve a resoldre els problemes ambientals del món. El lliure mercat ambientalista és una posició que sosté que la majoria dels problemes del medi ambient estan motivats per una falta de drets de propietat i l'extensió d'aquests per incloure les externalitats.
Els partidaris de l'«autoregulació del mercat» creuen que si un determinat recurs no renovable es torna escàs, el mercat en limita la seva extracció amb dos mecanismes: l'augment en el preu (oferta i demanda) i l'augment del finançament per al desenvolupament d'alternatives (és a dir, energies renovables, reciclatge, etc.). Aquesta posició sosté que són les forces del mercat les que tenen l'efecte més racional per a resoldre el problema, i consideren que aquestes forces són més eficients que els sistemes de presa de decisions centralitzada (vegeu el càlcul econòmic, el coneixement dispers, la tragèdia dels comuns). El capitalisme de mercat pot aprofitar-se de l'explotació de fonts d'energia que no eren econòmicament viables fa deu o vint anys, ja que sota les noves condicions del creixement econòmic requerit s'exigirà el seu ús.
En resposta a les teories de Nicholas Georgescu-Roegen, els economistes Robert Solow i Joseph Stiglitz assenyalen que el capital i el treball poden substituir els recursos naturals en la producció, sigui directament o indirecta, garantint un creixement sostingut o, almenys, un desenvolupament sostenible.
El concepte de decreixement es basa en la hipòtesi que produir sempre més també implica consumir més energia i matèries primeres, alhora que minva el pes de la força de treball, que se substitueix per màquines. Aquesta anàlisi es considera enganyosa, perquè el progrés tecnològic permet produir més amb menys, així com oferir més serveis. Això és el que es coneix com a «destrucció creativa», el procés pel qual les «velles» empreses d'un sector (així com les seves tecnologies costoses i contaminants) desapareixeran del mercat com a resultat de la innovació en aquest sector que fa baixar els costos, alhora que es consumeix menys energia i matèries primeres, amb una major productivitat. Aquesta reducció en els costos o en l'increment en els guanys també augmenta la capacitat d'estalvi, que permet invertir en nous avenços per substituir les velles tecnologies.
El marxisme distingeix entre dos tipus de creixement: el que és útil a la humanitat, i el que simplement existeix per augmentar els beneficis de les empreses. Els marxistes consideren que és la natura i el control de la producció el que és el determinant, i no la quantitat. Creuen que el control i una estratègia per al creixement són els pilars que permeten un desenvolupament social i econòmic. Segons Jean Zin, encara que la justificació del decreixement sigui vàlida, no és una solució al problema.
D'altra banda, el concepte de decreixement és vist com a contradictori quan s'aplica als països menys desenvolupats, que requereixen el creixement de les seves economies per tal d'assolir la prosperitat. En aquest sentit, la majoria dels partidaris del decreixement promouen l'assoliment d'un cert nivell acceptable de benestar que sigui independent del creixement. La qüestió d'on es troba l'equilibri (és a dir, la quantitat de nacions desenvolupades que han de decréixer, i la quantitat de les nacions en desenvolupament a les quals s'hauria de permetre de créixer), està oberta.
La crítica tecnològica argumenta que es resoldran els problemes de subministrament d'energia, de residus i de la disminució de matèries primeres. Aquesta ideologia s'inspira en la Il·lustració per a desenvolupar una visió tecnològica optimista. Assenyalen la reducció que hi ha hagut els últims anys en la relació entre el consum d'energia i de producció (o intensitat energètica). Proposen que la investigació en energia nuclear podria proporcionar alternatives temporals d'energia a la crisi del petroli, fins que les tecnologies com la fusió nuclear estiguin disponibles. Aquest argument contrasta amb les dades obtingudes pel Global Carbon Project del 2007, en què s'observa l'estancament en la disminució abans esmentada de la intensitat energètica, que és una de les variables de la identitat de Kaya, que tendeix a mostrar que, o bé la crisi econòmica o el declivi demogràfic, són essencials per a prevenir el col·lapse ecològic.

## Comunisme decreixentista
El filòsof Kohei Saito ha aportat una perspectiva ecològica significativa al debat sobre el decreixement. Saito critica el mode de producció capitalista, que prioritza el creixement econòmic continu i l'acumulació de capital, considerant-lo insostenible tant ecològicament com social. A partir de l'anàlisi del metabolisme social, Saito destaca la necessitat de reorganitzar la interacció de les societats amb el medi ambient per a reduir el flux de recursos i energia en l'economia, promovent un equilibri ecològic i un benestar humà autèntic.

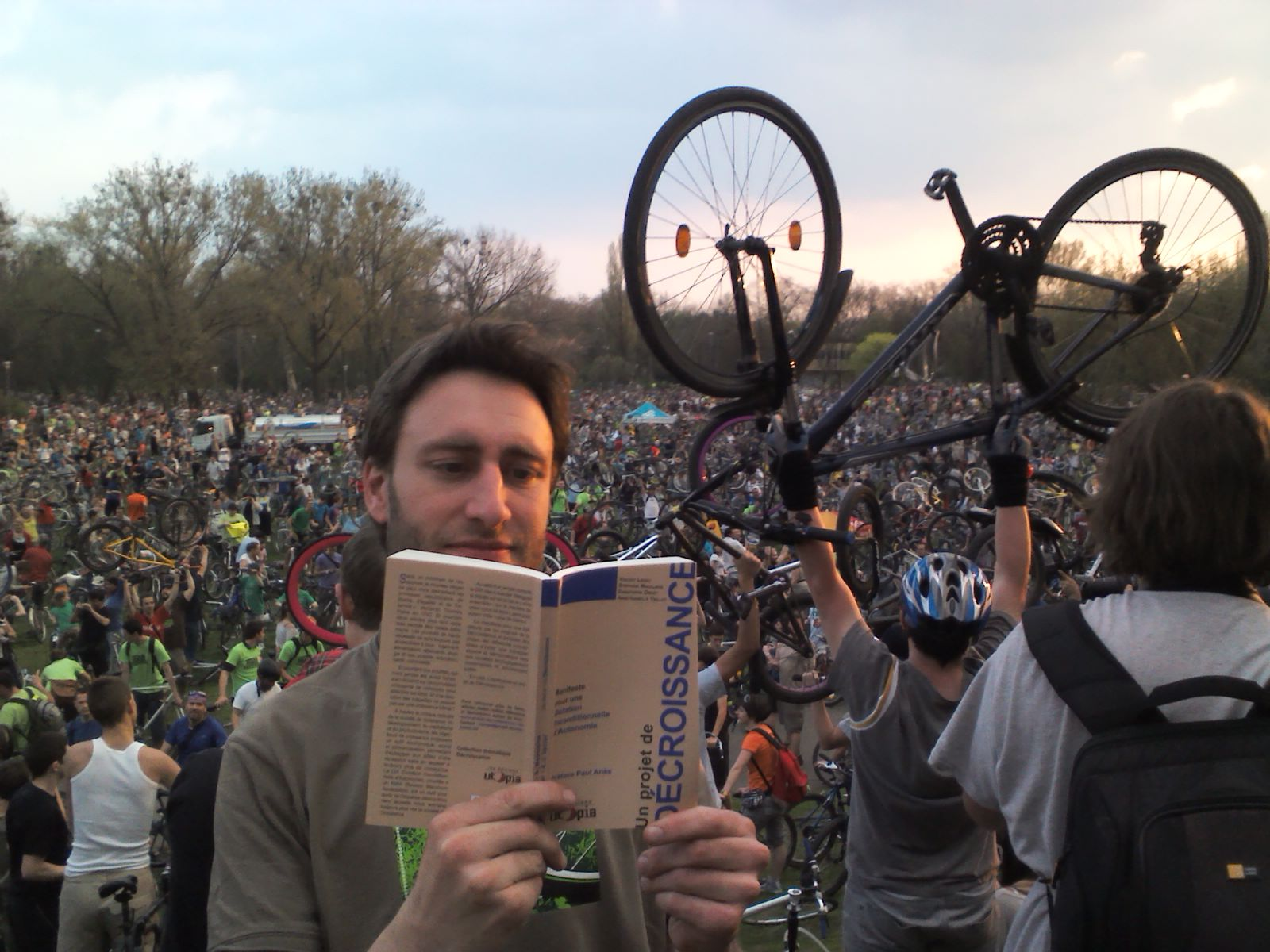
Vincent Liegey en una bicicletada de Massa Crítica a Budapest el 2013

Saito revisita les obres de Karl Marx per a subratllar la dimensió ecològica sovint oblidada del materialisme històric. Argumenta que Marx estava profundament preocupat per la bretxa metabòlica i la disrupció dels cicles naturals causada per l'explotació capitalista de la natura. Per a Saito, abordar aquesta bretxa és essencial per a un futur sostenible, cosa que només es pot aconseguir superant el capitalisme. A més, Saito defensa la democratització de les institucions econòmiques i socials, avançant cap a la propietat i gestió col·lectiva dels recursos. Aquest canvi facilitaria una distribució més equitativa de la riquesa i permetria a les comunitats prendre decisions que prioritzen la sostenibilitat ecològica per sobre del benefici empresarial.
Un aspecte crucial de la visió de Saito és la transformació del treball. Proposa que el decreixement s'acompanyi d'un canvi des del treball alienat cap a una feina significativa i satisfactòria, reduint les hores laborals, promovent el repartiment del treball i enfocant-se en formes de treball socialment necessàries i ecològicament sostenibles. En resum, la contribució de Saito al debat del decreixement des d'una perspectiva marxista se centra en la reorganització fonamental de la societat, posant èmfasi en la sostenibilitat ecològica, l'equitat social i la democratització de la vida econòmica, proposant un canvi radical respecte al paradigma de creixement capitalista.
L’acadèmic Max Ajl en el seu llibre “A people Green New Deal” recull alguns arguments del decreixement per argumentar la seva proposta polèmica amb el Green New Deal, impulsat per una facció del Partit demòcrata estatunidenc. L’autor parteix de l’anàlisi del consum d’energia com a factor per mostrar les desigualtats econòmiques en termes globals.
Aquest taula mostra la distribució global de l’ús d’energia:
| País           | MWH/capita/any |
| -------------- | -------------- |
| Canada         | 14             |
| EE.UU.         | 12             |
| Japó           | 7,1            |
| França         | 4,9            |
| Xina           | 4,5            |
| India          | 1,2            |
| Nicaragua      | 0,57           |
| Yemen          | 0,27           |
| Etiopia        | 0,065          |
| Franja de Gaza | 0,0001         |

A més, l’autor subratlla que el 20% de la població no té accés real a l'electricitat, el 20% següent utilitza entre el 2 i el 3% de l'electricitat global.
A partir d’aquesta anàlisi, Ajl argumenta la seva posició al voltant del decreixement matisant que “determinats sectors han de créixer, fer-ho ràpid i romandre o esdevenir desmercantilitzats: sanitat pública, agroecologia, energies renovables; d'altres no només han de decréixer, sinó desaparèixer: indústria militar, combustibles fòssils, fertilitzants químics.”
L’autor subratlla com el rol de la tecnologia fòssil és sí central a la qüestió, però supeditat als sistemes socials i polítics que n’han permès l'evolució: en aquest sentit, el problema tecnològic, si bé clau per imaginar un futur que no apunti al col·lapse, s'ha de llegir sempre com una conseqüència d’eleccions polítiques.
Recuperant elements del discurs de Latouche sobre la inevitabilitat del decreixement, l’autor afirma “la lluita per prevenir el canvi climàtic ha acabat. Ara la lluita és sobreviure i adaptar-se al canvi climàtic, i evitar que passi de dolent a molt dolent. El pendent de dolent a molt dolent està lubricat per la quantitat de petroli i gas que el capitalisme continua cremant durant el seu període de transició.”
Ajl es mostra alineat amb els principis del decreixement i de l'anticapitalisme en la seva anàlisi de la transició energètica: “si mantenim els nivells actuals de consum i passem a un model totalment renovable, l'Eroi (taxa de retorn energètic, índex que mesura quanta energia s'extreu d’una unitat d’energia invertida per extreure-la, segons el tipus de font energètica) global baixarà de 12:1 a 4/3:1. Aquest Eroi no podria mantenir un creixement estàndard del 3%, que és la base econòmica del mode producció capitalista”
La proposta de l’autor per abordar la qüestió energètica és així doncs reduir la quantitat de consum d'energia (i, per tant, la producció) al nord global, alhora que permetre que el sud global desenvolupi la seva pròpia infraestructura renovable, ja que en cas contrari, afirma, aquests últims països seguiran desenvolupant un model energètic contaminant o bé se'ls negarà qualsevol desenvolupament.